# 阿勒泰镇

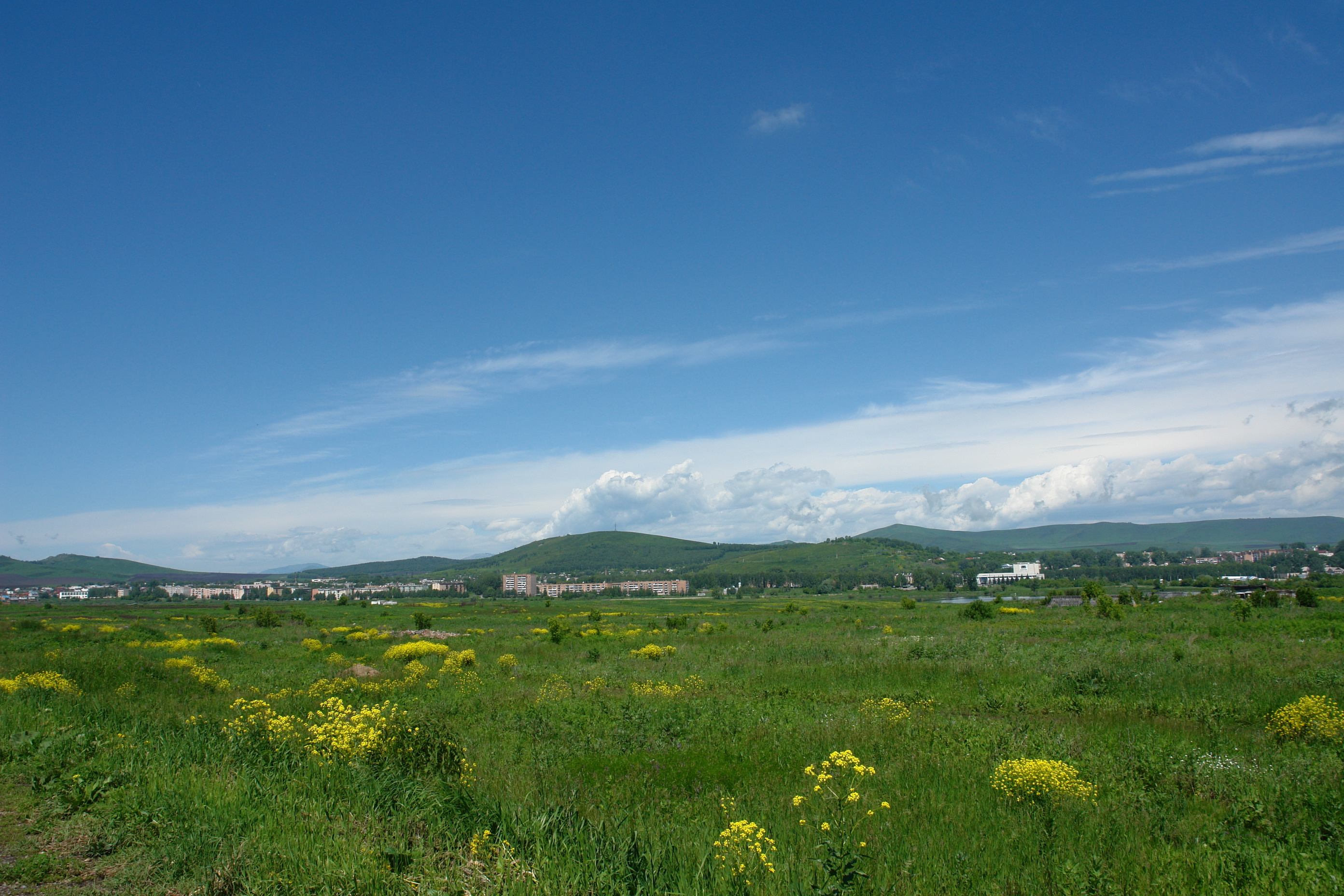
阿勒泰鎮

阿勒泰镇（羅馬化：Altai），旧称济良诺夫斯克（羅馬化：Syryanovsk）是哈萨克斯坦东哈萨克斯坦州的一个镇，阿勒泰区的首府，建于1791年。人口：约35,000（2013年估計）39,320 （2009年人口普查结果）；43,894（1999年人口普查结果）。
2019年，以俄国探矿先驱命名的济良诺夫斯克改名为「阿勒泰镇」。